# Memmingen
Memmingen là một thành phố không thuộc huyện nào, thuộc vùng hành chính Schwaben, bang Bayern. Đây là trung tâm trung tâm kinh tế, giáo dục và hành chính trong khu vực Donau-Iller. Phía tây thị xã là sông Iller, sông đánh dấu biên giới Bayern với Baden-Württemberg. Phía bắc, phía đông và phía nam thành phố được bao quanh bởi huyện Unterallgäu (Hạ Allgäu).
Với khoảng 42.000 cư dân, Memmingen là thị xã lớn thứ 5 trong vùng hành chính Schwaben. Nguồn gốc của thị trấn có từ thời Đế chế La Mã. Phố cổ, với nhiều công viên, lâu đài, cung điện và công sự là một trong những bảo tồn tốt nhất ở miền nam nước Đức. Với các liên kết giao thông vận tải bằng đường sắt, đường bộ và đường hàng không, nó là trung tâm vận chuyển cho Thượng Schwaben, Trung Schwaben, và Allgäu.

## Thành phố kết nghĩa
- Glandale, Arizona, Hoa Kỳ
- Teramo, Italia
- Tỉnh Teramo, Italia
- Auch, Pháp
- Eisleben, Đức
- Kiryat Shmona, Israel
- Karatas, Thổ Nhĩ Kỳ
- Litzelsdorf, Áo
- Tschernihiw, Ukraina